# Liste der Baudenkmale in Stralendorf
In der Liste der Baudenkmale in Stralendorf sind alle Baudenkmale der Gemeinde Stralendorf (Landkreis Ludwigslust-Parchim) und ihrer Ortsteile aufgelistet (Stand: Januar 2021). 

## Stralendorf
| ID | Lage                                             | Bezeichnung                                                            | Beschreibung | Bild                                                      |
| -- | ------------------------------------------------ | ---------------------------------------------------------------------- | ------------ | --------------------------------------------------------- |
|    | Dorfstraße 1 (Karte)                             | Bauerngehöft mit Wohnhaus, Stallscheune, Stall, Handpumpe und Hofmauer |              |                                                           |
|    | Dorfstraße 19/Ecke Lindenweg (Karte)             | ehemalige Schule                                                       |              | ehemalige Schule                                          |
|    | Zum Winkel 2 (Karte)                             | Friedhof mit Schack-Mausoleum und Fremdarbeitergrabstätte              |              | Friedhof mit Schack-Mausoleum und Fremdarbeitergrabstätte |
|    | Zum Winkel 2 (Karte)                             | Kirche mit freistehendem Glockenstuhl                                  |              | Kirche mit freistehendem Glockenstuhl                     |
|    | Pampower Straße 1c (Karte)                       | Kuhstall                                                               |              |                                                           |
|    | Pampower Straße 14 (Karte)                       | Büdnerei                                                               |              |                                                           |
|    | Pampower Straße 17 (Karte)                       | Bauernhaus                                                             |              |                                                           |
|    | Pampower Straße 18 (Karte)                       | Hallenhaus                                                             |              |                                                           |
|    | Schweriner Straße / Ecke Pampower Straße (Karte) | Kriegerdenkmal 1914/18                                                 |              | Kriegerdenkmal 1914/18                                    |

## Ehemalige Denkmale
| ID | Lage                     | Bezeichnung                            | Beschreibung | Bild |
| -- | ------------------------ | -------------------------------------- | ------------ | ---- |
|    | Wirtschaftsweg 1 (Karte) | Wohnhaus (ehemaliger Altenteilerkaten) |              |      |